# Lutra sumatrana
Lutra sumatrana (видра суматранська) — вид видри, що мешкає в Південно-Східній Азії.

## Поширення
Країни поширення: Індонезія (Суматра, Борнео, Бангка), Камбоджа, Малайзія, Таїланд, В'єтнам. Населяє болотяні ліси, водно-болотні угіддя, мангрові ліси, гірські струмки вище 300 м над рівнем моря, на озерах із затопленими чагарниками,

## Морфологія

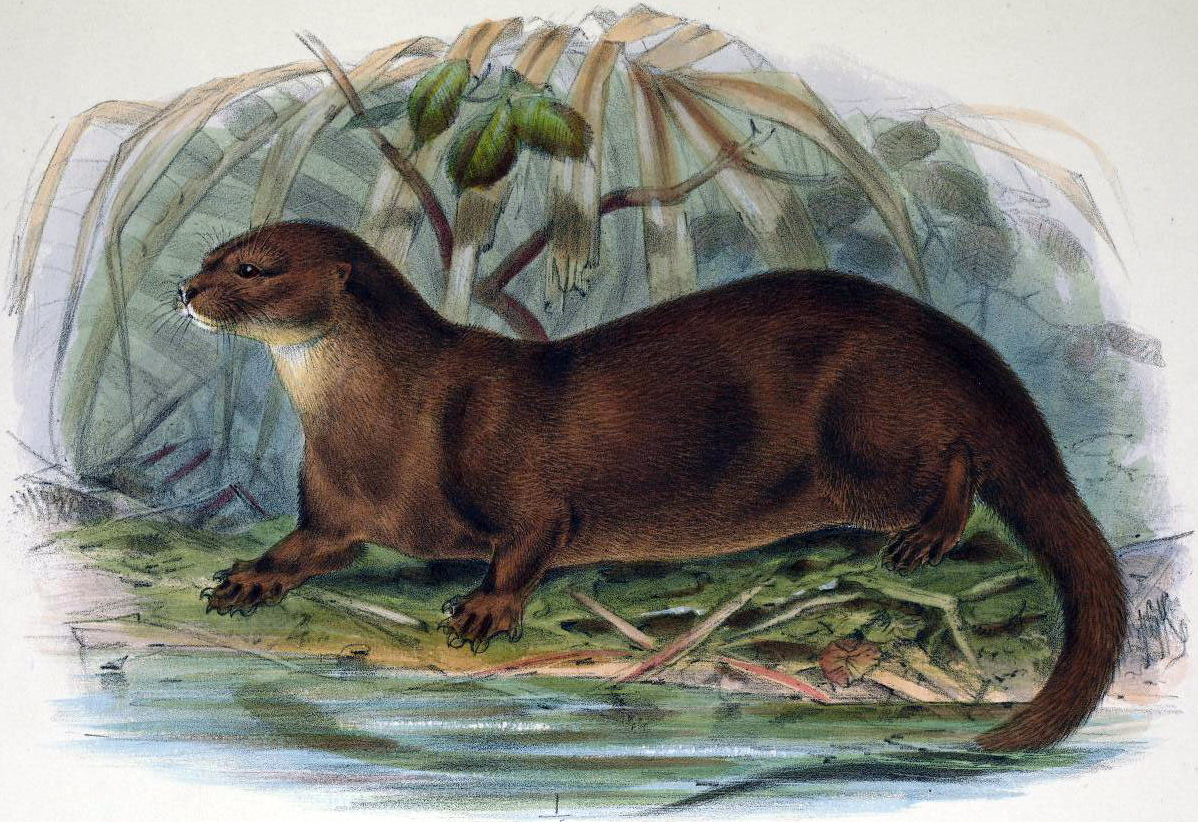
Ілюстрація

Рінаріум (лат. Rhinarium, гола поверхня навколо ніздрів носа у більшості ссавців) і носова перегородка волосаті. Голова і тіло довжиною 500–800 мм. Верхня сторона тіла, включаючи боки шиї темно-коричневі; нерегулярні білі плями є на підборідді та горлі, хвіст округлий у перетині.

## Екологічні особливості
Переважно споживає рибу (з родин Channidae, Belontiidae, Anabantidae, Notopteridae, Synbranchidae, Clariidae, Nandidae, вид Trichogaster trichopterus), також можуть доповнити її раціон жаби, ящірки, черепахи, краби, ссавці і комахи.
Не так багато відомо про відтворювальну поведінку, але є ознаки того, що народжує потомство в листопаді, грудні. Вагітність триває близько 2 місяців, як і в інших видр; дитинчата були помічені в грудні-лютому.

## Загрози та охорона
В останні роки тропічні торф'яні болота знаходяться під серйозною загрозою в результаті пожеж та інших антропогенних видів діяльності, таких як насадження плантацій олійної пальми (Elaeis), продовольчих культур, таких як рис, кукурудза і соя, і рибництво. L. sumatrana перерахована в Додатку II CITES і охороняється законом у всіх країнах поширення.